# مارتن أشبي
مارتن أشبي (بالإنجليزية: Martin Ashby)‏ هو متسابق دراجات نارية بريطاني، ولد في 5 فبراير 1944 في مرلبرو ‏ في المملكة المتحدة.